# A154 (Frankrijk)
De A154 is een kort stuk snelweg ten zuidoosten van de stand Rouen. Hij verbindt de A13 met de N154. Hij heeft geen E-nummer